# 黛達彌亞二世 (伊庇魯斯)
黛達彌亞（？—約前233年），為摩羅西亞國王皮洛士二世的女兒，在她的父親和她的叔叔托勒密逝世後，黛達彌亞是埃阿喀得斯王朝最後一位女王。
當國王托勒密被謀反者暗殺而身亡時，她發兵鎮壓叛亂，其中一部分摩羅西亞人仍效忠於她，成為敘拉古王子妃的姊妹涅柔斯也派了800名高盧傭兵協助她平亂，最終她攻下王國首都安布拉基亞。伊庇魯斯人乞求向她投降，黛達彌亞允諾並僅要求一個條件，就是承認她的王位繼承權以及尊崇她的先祖。伊庇魯斯人同意了但並沒有打算遵守協定，他們決定暗中對付她，先收買了亞歷山大二世時代的衛士，企圖暗殺黛達彌亞，然而這位刺客因為女王高雅的儀容震聶到不敢直視，不敢下手。但在混亂中黛達彌亞退入阿耳忒彌斯神廟尋求庇護，在聖殿內被另一位刺客所謀殺。黛達彌亞逝世的時間不太確定，可能它發生在馬其頓德米特里二世統治時間內（前239－前229年），也可能在這段時間的初期。
| 前任： 托勒密 | 摩羅西亞女王及伊庇魯斯聯盟統帥 約前235年－約前233年 | 继任： 共和的伊庇魯斯同盟 摩羅西亞王室滅亡 |